# Aarne Ehojoki

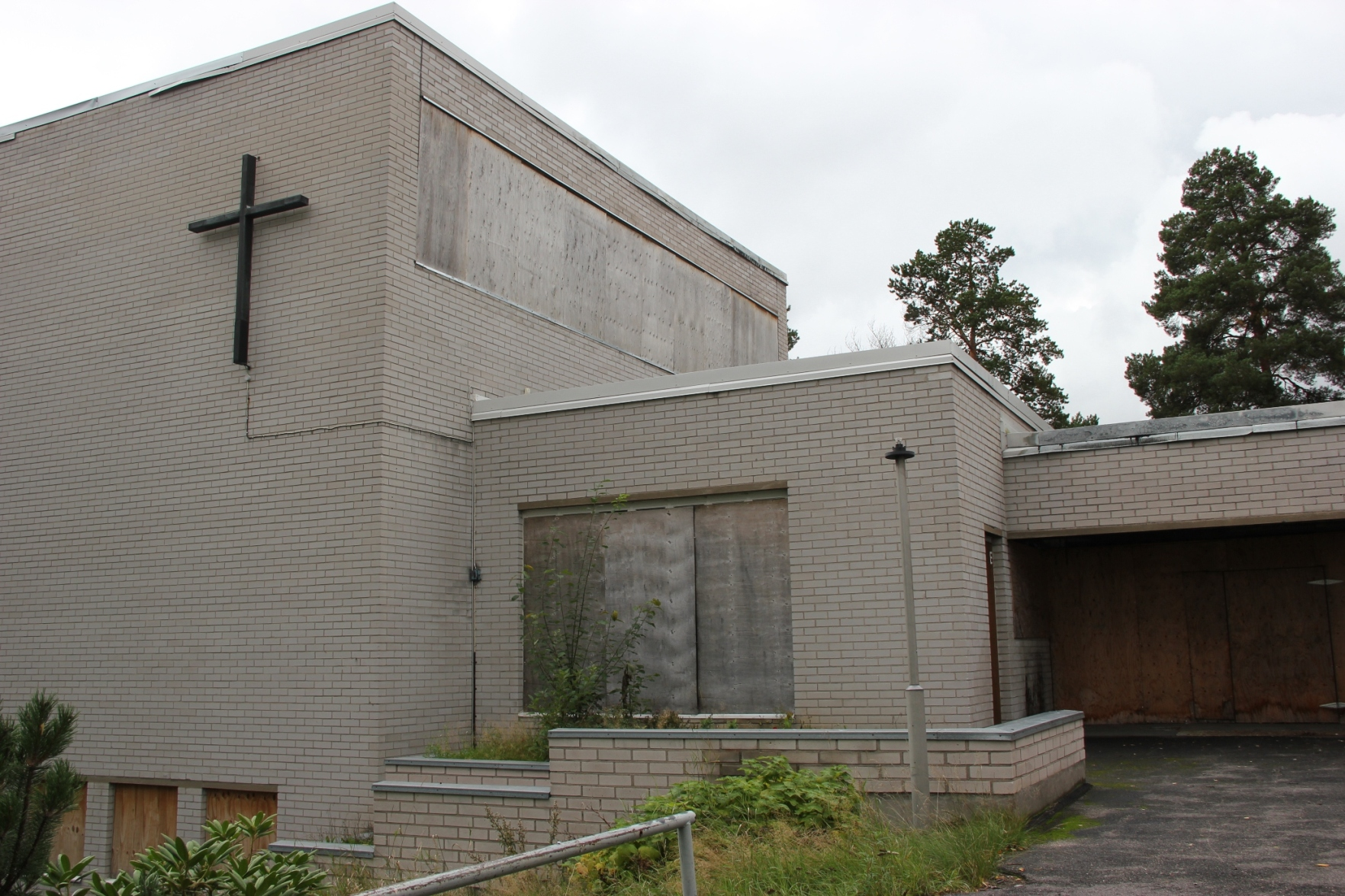
Gruvsta kyrka i Vanda (1969, riven 2014).

Huugo Aarne Eliel Ehojoki (till 1936 Elmqvist), född 25 juni 1913 i Haapavesi, död 30 juli 1998 i Iniö, var en finländsk arkitekt.
Ehojoki blev student 1933 och utexaminerades från Tekniska högskolan i Helsingfors 1947. Han var biträdande stadsarkitekt i Åbo 1947–1954, innehade ett arkitektkontor tillsammans med Veijo Kahra 1954–1956 och ett eget arkitektkontor i Åbo från 1957. Han var ledamot av Henrik Gabriel Porthan-institutets styrelse från 1968 och tilldelades professors titel 1978. Han var sedan 1941 även löjtnant.

## Verk i urval
- Åbo handelshögskola
- Åbo universitet, Fennicum och Humaniora II
- Östra försvarsområdets stab, S:t Michel
- Gruvsta kyrka, Vanda
- Polar Hotell, Rovaniemi
- Hotell Karlberg, Tavastehus